# 집게하목
집게하목(Anomura)은 십각목에 속하는 갑각류 하목의 하나로 소라게 등을 포함하고 있다. 이미하목(異尾下目) 또는 곡미하목(曲尾下目)으로도 부른다.

## 하위 분류
- 아이글라상과 (Aegloidea)
- † Eocarcinoidea
- 새우붙이상과 (Galatheoidea)
- 게가재상과 (Hippoidea)
- 키와상과 (Kiwaoidea)
- 왕게상과 (Lithodoidea)
- 로미스상과 (Lomisoidea)
- 참집게상과 (Paguroidea)